# Arrondissement de Salzwedel

Armoiries de l'arrondissement de Salzwedel

L'arrondissement de Salzwedel est un arrondissement de la province prussienne de Saxe de 1816 à 1945 et de l'état de Saxe-Anhalt de la Zone d'occupation soviétique et de la RDA de 1945 à 1952.

## Histoire

### XIXe siècle
Dans le cadre des réformes administratives prussiennes après le Congrès de Vienne, l'arrondissement de Salzwedel est créé le 1er juillet 1816 dans le district de Magdebourg dans la province prussienne de Saxe. Le bureau de l'arrondissement est à Salzwedel. Le 1er janvier 1819, la commune de Wernstedt est transférée de l'arrondissement de Salzwedel à l'arrondissement de Gardelegen (de).

### XXe siècle
Le 30 septembre 1929, une réforme territoriale a lieu dans l'arrondissement de Salzwedel, comme dans le reste de l'État libre de Prusse, au cours de laquelle tous les districts de domaine indépendants sont dissous et attribués aux communes voisines. Après la dissolution de la province de Saxe le 1er juillet 1944, l'arrondissement fait partie de la nouvelle province de Magdebourg, district de Magdebourg.
Au printemps 1945, l'arrondissement est occupé par les forces alliées américaines et, à l'été, il  est passé dans la zone d'occupation soviétique. La ville de Salzwedel quitte l'arrondissement le 1er janvier 1946 et forme depuis lors son propre arrondissement urbain. À partir de 1949, la ville et l'arrondissement de Salzwedel font partie de la RDA.
Le 15 juin 1950, une première réforme administrative a lieu dans le Land de Saxe-Anhalt :
- La ville de Salzwedel, indépendante d'un arrondissement depuis 1946, est rattachée à l'arrondissement de Salzwedel.
- La ville de Kalbe et les communes d'Altmersleben, Böckwitz, Bühne, Butterhorst, Dönitz, Immekath, Jahrstedt, Köbbelitz, Kunrau, Lupitz, Nesenitz, Neuendorf, Neuferchau, Steimke et Vahrholz sont transférées de l'arrondissement de Salzwedel de l'arrondissement de Gardelegen (de) .
- La commune d'Hagenau est transférée de l'arrondissement de Salzwedel à l'arrondissement d'Osterburg (de)
- Les communes de Binde, Fleetmark, Kassuhn, Kaulitz, Kerkau, Mechau et Schernikau sont transférées de l'arrondissement d'Osterburg (de) à l'arrondissement de Salzwedel.
- De nombreuses communes peu peuplées de l'arrondissement de Salzwedel perdent leur indépendance.

Au cours de la réforme administrative de 1952 en RDA, les limites des arrondissements sont de nouveau modifiées :
- Les communes de Baars, Badel, Brunau, Cheinitz, Dolchau, Güssefeld, Hagenau, Jeetze, Jeggeleben, Kahrstedt, Lüge, Mehrin, Packebusch, Plathe, Recklingen, Saalfeld, Sallenthin, Thüritz, Vienau, Vietzen, Winterfeld et Zethlingen sont transférées au nouveau arrondissement de Kalbe-sur-Milde (de).
- Les communes d'Apenburg, Ahlum, Audorf, Bandau, Beetzendorf, Gladdenstedt, Hanum, Hohenhenningen, Hohentramm, Jeeben, Jübar, Kunrau, Lüdelsen, Mellin, Nettgau, Ristedt, Rohrberg, Siedentramm, Stöckheim, Tangeln et Wendischbrome sont transférées au nouveau arrondissement de Klötze (de).
- Toutes les autres communes forment le nouveau arrondissement de Salzwedel (de) .
- Les arrondissements de Salzwedel, Kalbe et Klötze sont affectés au nouveau district de Magdebourg.

Le 1er janvier 1988, certaines communes de la partie nord de l'arrondissement dissout de Kalbe sont incorporées dans l'arrondissement de Salzwedel. Après la réunification des deux États allemands, l'arrondissement fait partie de l'État rétabli de Saxe-Anhalt en 1990, qui est fusionné pour former l'arrondissement d'Altmark-Salzwedel lors de la réforme des arrondissements de 1994.

## Évolution de la démographie
| Année | Habitants | Source |
| ----- | --------- | ------ |
| 1816  | 29 286    | [ 3 ]  |
| 1843  | 32.129    | [ 4 ]  |
| 1871  | 50 185    | [ 5 ]  |
| 1890  | 51 061    | [ 6 ]  |
| 1900  | 54 340    | [ 6 ]  |
| 1910  | 59 838    | [ 6 ]  |
| 1925  | 61 570    | [ 6 ]  |
| 1933  | 60 248    | [ 6 ]  |
| 1939  | 61 712    | [ 6 ]  |
| 1946  | 65 377    | [ 7 ]  |

## Constitution communale
Depuis le XIXe siècle, l'arrondissement de Salzwedel est divisé en villes, en communes rurales et en districts de domaine. Avec l'introduction de la loi constitutionnelle prussienne sur les communes du 15 décembre 1933 ainsi que le code communal allemand du 30 janvier 1935, le principe du leader est appliqué au niveau municipal. Une nouvelle constitution d'arrondissement n'est plus créée; Les règlements de l'arrondissement pour les provinces de Prusse-Orientale et Occidentale, de Brandebourg, de Poméranie, de Silésie et de Saxe du 19 mars 1881 restent applicables.

## Administrateurs de l'arrondissement
- 1816–1821 Friedrich Wilhelm von Meding (de)
- 1821–1828 August Werner von Meding
- 1828–1829 Wilhelm von der Schulenburg
- 1829–1830 Emil Albrecht Carl von Bennigsen-Förder (de)
- 1830–1849 Wilhelm von der Schulenburg
- 1850–1852 Kurt von Krosigk (de)
- 1852–1853 Wilhelm von der Schulenburg
- 1854–1879 Edmund von Lattorff (de)
- 1880–1912 Werner von der Schulenburg
- 1913–1919 Albrecht von der Schulenburg
- 1920–1921 Arnold Trumpelmann
- 1921–1933 Hans Thiemer

## Blason
Les armoiries sont attribuées le 17 août 1937 par le haut président de la province de Saxe.
Blason : « Partagé ; au-dessus en argent un aigle rouge en croissance blindé d'or, en dessous en noir deux barres dorées. "

## Villes et communes

### Statut en 1945
En 1945, l'arrondissement de Salzwedel comprend deux villes et 171 autres communes. 
| - Abbendorf - Ahlum - Altensalzwedel - Altmersleben - Andorf - Audorf - Baars - Badel - Bandau - Barnebeck - Beese - Beetzendorf - Benkendorf - Bierstedt - Böckwitz - Böddenstedt - Bombeck - Bonese - Bornsen - Brewitz - Brietz - Brunau - Buchwitz - Bühne - Butterhorst - Cheine - Cheinitz - Chüttlitz - Dähre - Dahrendorf - Dambeck - Dankensen - Darnebeck - Depekolk - Diesdorf - Dolchau - Dönitz - Drebenstedt - Dülseberg - Eickhorst - Ellenberg - Eversdorf - Fahrendorf - Gerstedt | - Gieseritz - Gladdenstedt - Groß Apenburg - Groß Chüden - Groß Gischau - Groß Grabenstedt - Groß Wieblitz - Güssefeld - Hagen - Hagenau - Hanum - Haselhorst - Henningen - Hestedt - Hilmsen - Höddelsen - Hohenböddenstedt - Hohendolsleben - Hohengrieben - Hohenhenningen - Hohenlangenbeck - Hohentramm - Immekath - Jahrsau - Jahrstedt - Jeebel - Jeeben - Jeetze - Jeggeleben - Jübar - Käcklitz - Kahrstedt - Kalbe a./Milde, ville - Kemnitz - Klein Apenburg - Klein Chüden - Klein Gartz - Klein Gischau - Klein Grabenstedt - Klein Wieblitz - Köbbelitz - Königstedt - Kortenbeck - Kricheldorf | - Kuhfelde - Kunrau - Ladekath - Lagendorf - Langenapel - Leetze - Liesten - Lindhof - Lübbars - Lüdelsen - Lüge - Lupitz - Mahlsdorf - Markhausen - Maxdorf - Mehmke - Mehrin - Mellin - Mölitz - Molmke - Mösenthin - Nesenitz - Nettgau - Neuendorf - Neuferchau - Osterwohle - Packebusch - Peckensen - Peertz - Plathe - Poppau - Pretzier - Püggen - Quadendambeck - Rademin - Recklingen - Reddigau - Riebau - Ristedt - Ritze - Ritzleben - Rockenthin - Rohrberg - Rustenbeck | - Saalfeld - Sallenthin - Salzwedel, ville - Schadewohl - Schieben - Schmölau - Seebenau - Siedendolsleben - Siedengrieben - Siedenlangenbeck - Siedentramm - Sienau - Siepe - Stapen - Stappenbeck - Steimke - Stöckheim - Störpke - Tangeln - Thüritz - Tylsen - Umfelde - Vahrholz - Valfitz - Vienau - Vietzen - Vissum - Vitzke - Waddekath - Wallstawe - Wendischbrome - Wiershorst - Wiewohl - Winkelstedt - Winterfeld - Wistedt - Wöpel - Wüllmersen - Zethlingen - Zierau - Ziethnitz |

### Communes dissoutes en 1945
- Altferchau, le 1er avril 1938 fusionné avec Dönitz[8]
- Bergmoor, le 1er octobre 1936 fusionné avec Schadewohl[9]
- Germenau et Jahrstedt, le 1er avril 1937 fusionné avec Jahrstedt[10]
- Gröningen, le 1er octobre 1937 fusionné avec Dahrendorf[11]
- Groß Bierstedt et Klein Bierstedt, le 1er octobre 1937 fusionné avec Bierstedt[12]
- Groß Gerstedt et Klein Gerstedt, le 1er octobre 1939 fusionné avec Gerstedt[13]
- Kleistau, le 1er avril 1939 fusionné avec Dähre[14]
- Markau et Holzhausen, le 1er avril 1938 fusionné avec Markhausen[15]
- Schwarzendamm, le 1er avril 1938 fusionné avec Dönitz[8]
- Seeben et Darsekau, le 1er avril 1938 fusionné avec Seebenau[16]
- Wiersdorf et Deutschhorst, le 1er avril 1939 fusionné avec Wiershorst[17]